# Nyvangs Sogn
Nyvangs Sogn er et sogn i Kalundborg Provsti (Roskilde Stift). 
Nyvangs Kirke blev opført i 1974. Allerede i 1967 var Nyvangs Sogn udskilt fra Vor Frue Sogn, der lå i Kalundborg Købstad og geografisk hørte til Ars Herred i Holbæk Amt. Kalundborg Købstad blev ved kommunalreformen i 1970 kernen i Kalundborg Kommune.
I sognet findes følgende autoriserede stednavne:
- Kalundborg Lyng (bebyggelse)
- Kalundborg Markjorder (ejerlav)
- Nyvang (bebyggelse)